# Yamaha Pacifica 1511MS
Yamaha Pacifica 1511MS, gitara elektryczna z serii Pacifica sygnowana nazwiskiem gitarzysty fusion Mike'a Stern'a.
Gitara ta została stworzona na podstawie lutniczej konstrukcji, na której gra Mike Stern. Jest to zmodyfikowana kopia Fendera Telecastera. Od pierwowzoru różni się kształtem główki i korpusu, a także elektroniką. Gitara posiada korpus typu solid-body, wykonany z jesionu. Czterema śrubami przykręcono do niego klonowy gryf. Na klonowej podstrunnicy o promieniu 184 mm, nabito 22 progi. Stały mostek, przypomina ten, który montowany jest w Telecasterach. Zamontowane przetworniki to dwie dwu-cewkowe przystawki firmy Seymour Duncan: model '59 humbucker i Hot Rails. Ich pracą zarządza 3-pozycyjny przełącznik, a także dwa potencjometry: głośności oraz barwy. Menzura wynosi 648 mm.